# Дзорци, Анджело
Анджело Дзорци (итал. Angelo Zorzi; 4 мая 1890, Милан — 28 декабря 1974, Милан) — итальянский гимнаст, чемпион летних Олимпийских игр 1912 и 1920 годов в командном первенстве. Выступал также в индивидуальных соревнованиях на Олимпиаде 1920 года, где занял 16-е место.